# Banyutus lethifer
Banyutus lethifer är en insektsart som beskrevs av Navás 1912. Banyutus lethifer ingår i släktet Banyutus och familjen myrlejonsländor. Inga underarter finns listade i Catalogue of Life.